# Zviózdochka (Sochi)
Zviózdochka (del ruso: Звёздочка) es un microdistrito perteneciente al distrito de Josta de la unidad municipal de la ciudad-balneario de Sochi del krai de Krasnodar del sur de Rusia. Tiene alrededor de 3 000 habitantes.
Está situado en el valle del arroyo Vidni, inmediatamente al oeste del microdistrito Josta.

## Historia
Recibió el nombre de la casa de huéspedes Zviózdochka, situada en la ladera meridional del monte Mali Ajún. Fue incorporado a la ciudad en 1951.

## Transporte
Al sur de la localidad pasa la carretera federal M27.